# St. Johannis (Boek)

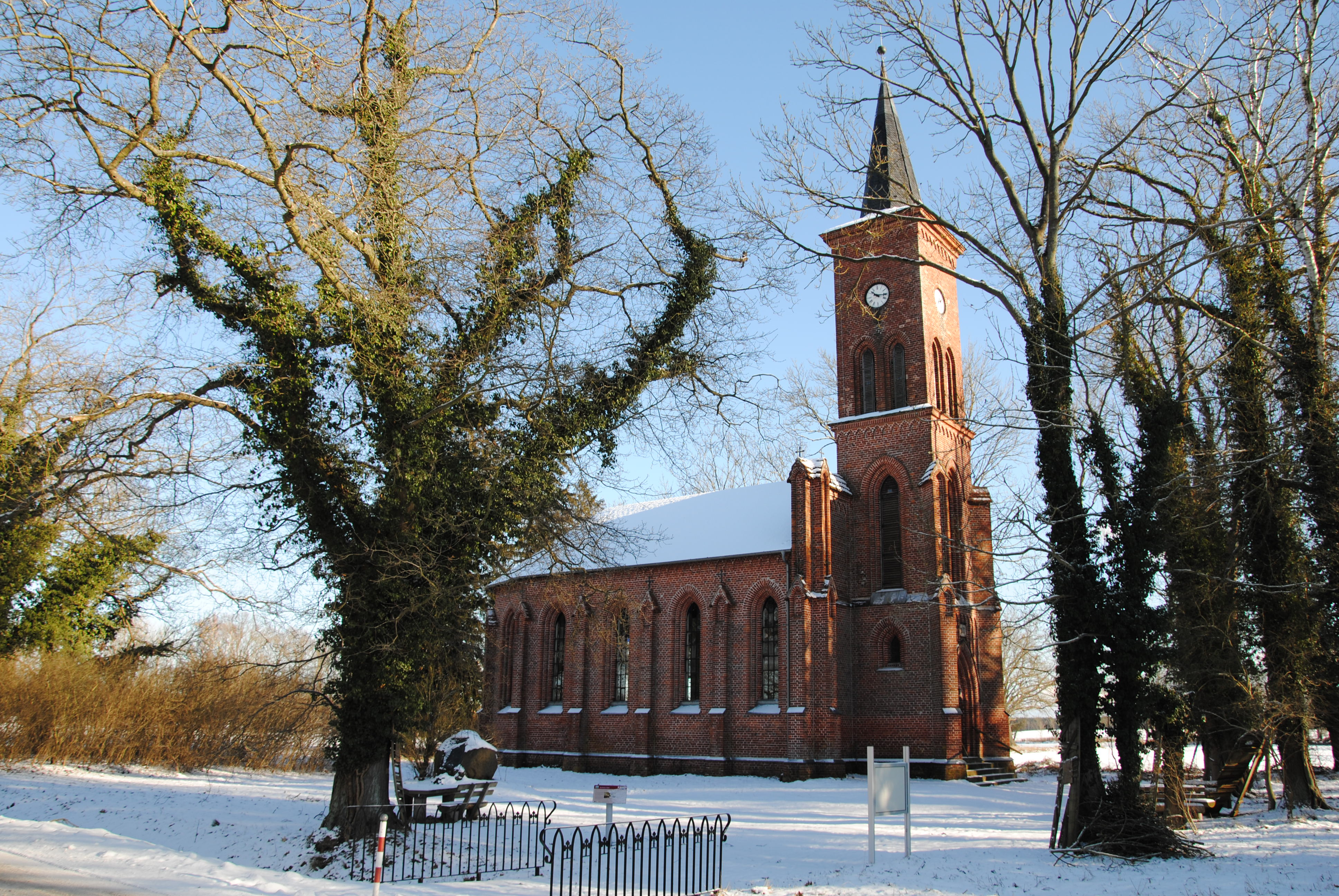
Johanniskirche in Boek (2021)

Die St.-Johannis-Kirche ist ein denkmalgeschütztes Kirchengebäude in Boek, einem Ortsteil der Gemeinde Rechlin im Landkreis Mecklenburgische Seenplatte in Mecklenburg-Vorpommern. Sie gehört zur Kirchengemeinde Rechlin in der Propstei Neustrelitz, Kirchenkreis Mecklenburg der Evangelisch-Lutherischen Kirche in Norddeutschland.

## Geschichte
Das Dorf Boek am Ostufer der Müritz bildete einst die Nordwestgrenze des alten Landes Turne mit der Komturei Mirow. Schon im 13. Jahrhundert waren wesentliche Teile, auch von Boek im Besitz der Ritter von Havelberg. Bis ins 14. Jahrhundert hatten die von Havelberg Besitz und Rechte im Dorf Boek. Die Gerichtsbarkeit über die Boeker Mühle hatte das Kloster Neuenkamp. 1392 verkaufte der Knappe Henneke Hardnacke dem Kloster Dobbertin die beiden Dörfer Seedorf und Boek in der Vogtei Waren. Im Laufe der Zeit gelangten die im Müritzgebiet ansässigen von Holstein auch in den Besitz von Boek. Während des Dreißigjährigen Krieges änderten sich häufig die Besitzverhältnisse. Nach den von Holstein gingen das Gut und die Mühle in den nächsten zweihundert Jahren an die von Raven, von Schorlemer, von Pentz und von Oertzen. 1842 erwarb der Dobbertiner Klosterhauptmann Carl Peter Johann von Le Fort das Gut Boek vom Vice-Landmarschall Adolf Friedrich Karl von Oertzen. Le Forts Nachkommen, zuletzt Stephan Freiherr von Le Fort besaßen das Gut und die Kirche bis ins 20. Jahrhundert. Seit 1935 bewirtschaftete der Reichsverband der Deutschen Luftfahrtindustrie das Gut Boek im militärischen Sperrgebiet. Erst nach Auflösung des Militärstützpunktes Rechlin 1990 und mit der Errichtung des Müritz-Nationalparks ist Boek wieder erreichbar.
Das Kirchenpatronat gehörte seit dem 16. Jahrhundert zum Besitz des Gutes. Von 1815 bis 1851 war die Pfarre mit Rechlin verbunden, ab 1917 gehörte Boek wechselnd zu den Pfarren Vipperow, Lärz, Schwarz, Mirow und Schillersdorf. Nach 77 Jahren Vakanz erfolgte am 1. September 1994 die Wiederbesetzung durch die Pfarre Rechlin.

## Baugeschichte

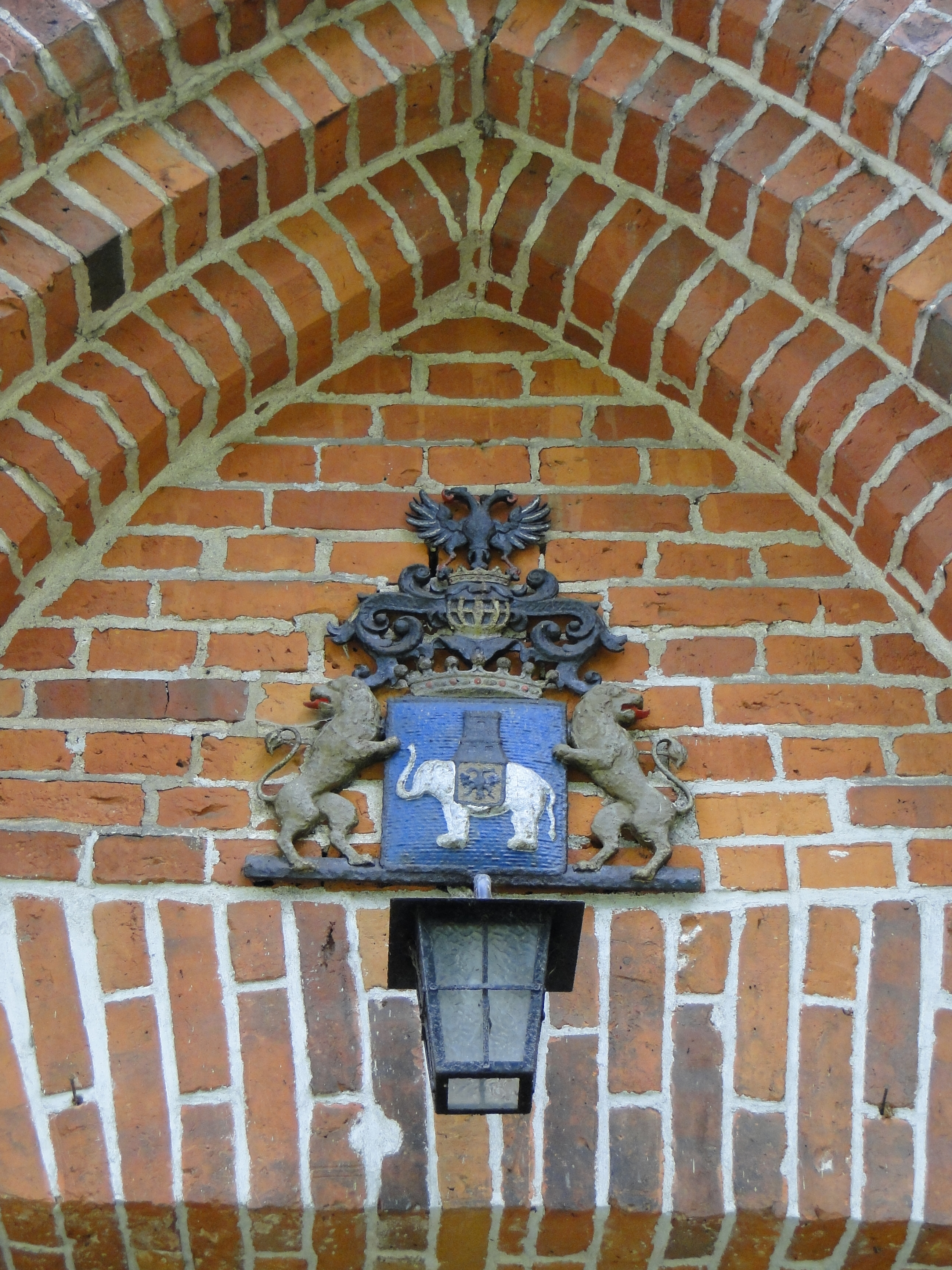
Wappen der Familie Le Fort über dem Kirchenportal (2014)

Schon im 13. Jahrhundert wurde in Boek eine Kirche erwähnt. Nach dem Dreißigjährigen Krieg stark beschädigt, soll zwischen 1756 und 1758 ein neuer Sakralbau westlich vom Gutshaus errichtet worden sein. Parton dieser Holzkirche war Kammerherr Christoph von Raven auf Boeck.
Die Reste der zweiten Holzkirche sind nach dem Dorfbrand von 1837 abgetragen worden. Der neue Kirchenstandort wurde 1841 und der neue Friedhofsplatz 1845 geweiht. Den früheren, eingeebneten Kirchenplatz nutzte das Gut teilweise als Weg und als Gemüseland.
Mit dem Erwerb der Gutsanlage 1842 hatte der sehr rührige Dobbertiner Klosterhauptmann Carl Johann von Le Fort auch das Patronat der Boeker Kirche übernommen.
Den Entwurf für den Kirchenneubau lieferte 1844 der Schinkelschüler und Schweriner Landbaumeister und Architekt Carl Anton Hermes. Die Ausführung des Kirchenbaus oblag dem Baucondukteur Hennemann und die Oberaufsicht hatte der Kirchenpatron inne. Die großherzogliche Genehmigung erfolgte mit der Bemerkung, daß der von euch beabsichtigte massive Aufbau der Kirche zu Boek, nach der Uns vorgelegten, hierbei wieder zurückfolgenden Zeichnung Uns zum Wohlgefallen gereicht.
Die Grundsteinlegung der heutigen dritten Kirche fand am 20. August 1844 statt.
Als Patron bezahlte Le Fort von den vorgelegten Baurechnungen allein fast 5.ooo Mark und spendete noch diverse Kleinkunstwerke.

### Kirchweihe 1847
Die Einweihungsfeier fand am 20. Juni 1847 unter großem Zuspruch bei schönem Wetter statt. Das Programm hatte der Patron Carl Peter von Le Fort mit dem schon betagten Ortsprediger Hast aus Rechlin ausgearbeitet. Auf Bitte des Predigers Hast hatte der Patron die Ausführung der Liturgie übernommen und der Dobbertiner Klosterpastor Christian Heinrich Mahn half bei den Predigten.
Die Kirchgemeinde mit ihren Gästen versammelte sich im Gartensaal des Herrenhauses der Familie von Le Fort, das seit dem Kirchenbrand für Gottesdienste genutzt wurde. Von dort ging der Festzug zur neuen Kirche. Voran sechs Posaunisten und dreizehn Seminaristen als Sänger aus Mirow. Dann folgten zwei Männer mit den neuen Altarleuchtern, dazwischen der Küster mit dem gusseisernen Altarkreuz. Begleitet vom Patron Le Fort, dem Ortsprediger Hast mit der Bibel und dem Klosterpastor Mahn mit dem neuen Abendmahlskelch. Dann folgten die Familie von Le Fort und die Gemeinde, erst die Männer und danach die Frauen.
Nach der Kirchenschlüsselübergabe durch den nun Hofbaumeister Hermes an den Patron Le Fort, übergab dieser den Schlüssel mit einer Rede an den Ortsprediger zum Aufschließen. Hochwürdige Herren! Ich eröffne Ihnen, als den darin beauftragten Predigern, diese Kirche, die ich neu habe erbauen lassen, auf dass Sie sie weihen zur Ehre des dreieinigen Gottes, um ihm darin neu zu dienen im Geiste unserer heiligen, christlichen Religion und nach Vorschrift der evangelisch, lutherischen Landeskirche. Der Böcker Gemeinde übergebe ich dann das zu einem Gotteshaus geweihte Gebäude, um darin ihre gemeinsame Andacht zu halten.
Während des Einzugs in die Kirche wurden mit Posaunenbegleitung die vasa sacra auf den Altar gestellt. Die festliche Weihrede hielt anschließend vom Altar aus der Dobbertiner Klosterpastor Mahn.
1970 stürzten Teile der Decke ein und beschädigten auch die Orgel. Mit den Restaurierungsarbeiten wurde Anfang 1995 begonnen und am 28. Mai 1995 fand nach Jahren wieder der erste Gottesdienst in der Kirche statt.

### Das Äußere
Der rechteckige Backsteinbau im neugotischen Stil mit polygonalem Chorschluss wurde ab 1844 an einem neuen Standort errichtet. Die Außenwände des Langhauses sind durch rechteckige Bleiglasfenster mit spitzbogigem Abschluss und gestuften Stützpfeilern mit bekrönendem Kreuz gegliedert. Das Dach ist mit Dachplatten aus Eternit eingedeckt. Auf der Westseite wurde ein quadratischer, sich nach oben verjüngender Turm mit abgewalmten Spitzhelm und mit glatten Giebelwänden vorgesetzt. Im Obergeschoss des Turms wurden die doppelt angeordneten Spitzbogenfenster als Schallluken für die Glocken ausgebildet.
Im Turm hingen zwei kleine Glocken von 66 und 44 Zentimeter Durchmesser. Sie wurden von Carl Peter von Le Fort gestiftet und 1847 von Carl Jllies in Waren gegossen. Die größere Glocke hatte man 1915 zu Kriegszwecken eingeschmolzen.
Über den Spitzbogenfenstern befindet sich die Kirchturmuhr, die seit 2009 mit dem Glockenschlag der kleinen Glocke wieder die Zeit anzeigt. Der achteckige, spitze, mit Schiefer eingedeckte Turmhelm wird von einer Kupferkugel bekrönt.
Über dem spitzbogigen Eingang des Kirchturms weist das Wappen der Familie von Le Fort auf die Erbauer der Kirche hin.

### Das Innere
Teile der Innenausstattung aus der Erbauungszeit sollen aus dem Kloster Dobbertin stammen. Denn der Patron und Stifter der Boeker St.-Johannis-Kirche, Carl Peter Johann von Le Fort, war von 1836 bis 1854 dort Klosterhauptmann. Nicht mehr vorhanden sind der alte Altar und die Kanzel. An der Chorwand hängt ein schlichtes Kreuz mit dem gekreuzigten Jesus.

#### Orgel

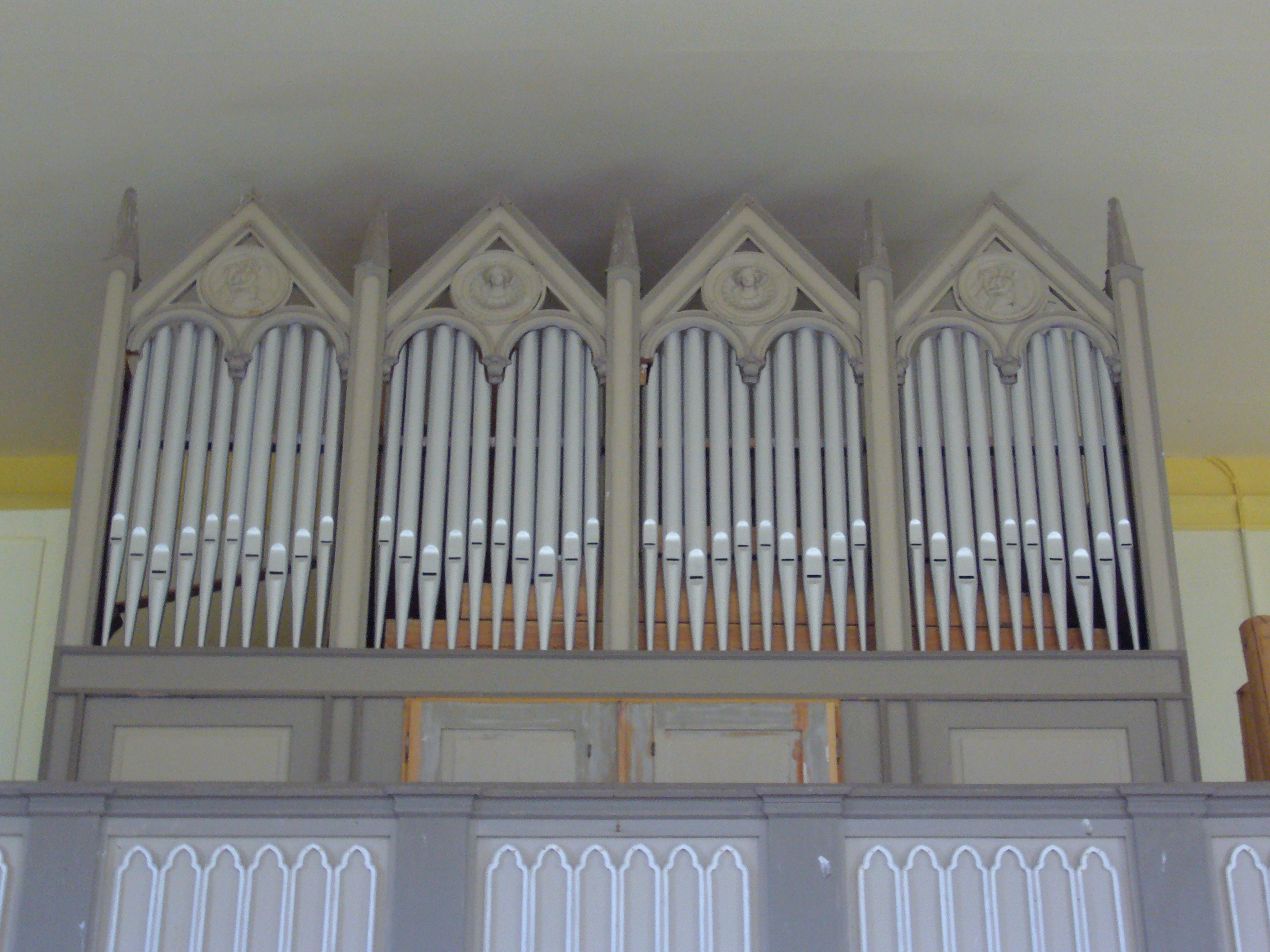
Sauer-Orgel (2007)

Die Orgel mit sechs Registern verteilt auf einem Manual und Pedal auf der Westempore wurde 1853 vom Orgelbauer Wilhelm Sauer gebaut und ist das älteste erhaltene Instrument. Der neugotische Prospekt besteht aus vier Pfeifenfeldern mit zweifachem Bogenabschluss und Giebelbekrönung.
Das Kosten- und Dispositionsangebot von W. Sauer, Orgelbaumeister aus Friedland & Deutsch Crone/Westpreußen, zur Zeit in Lychen, 7. September 1852. wurde am 29. September 1852 durch den Güstrower George Hepworth geprüft. Der Orgelbauvertrag zwischen Wilhelm Sauer und dem Dobbertiner Klosterhauptmann Carl Peter Baron Le Fort wurde am 24. Oktober 1852 abgeschlossen. Die Abnahme nach dem Einbau erfolgte am 8. August 1853 in der Kirche zu Boek durch den Hofmusikdirektor, Direktor der Singakademie und Organist der Stadtkirche zu Neustrelitz, Carl Ernst Friedrich Weingärtner  mit großem Lob.
Der 1851 verstorbene Pächter des Boeker Nebengutes Amalienhof, Karl Adolf Wilhelm Krick vermachte aus seinem Nachlass 400 Thaler in Gold zum Bau einer Orgel in der Kirche zu Boeck. Da die ausgesetzte Summe nicht ausreichte, zahlte Carl Peter Baron Le Fort als Kirchenpatron die Restsumme. Nach dem Testament von Krick standen weitere 800 Thaler in Gold zur Ausbildung eines Organisten und der späteren Bezahlung des Boeker Orgelspielers zur Verfügung.
Nach 1900 erfolgte der Einbau der Pedalklaviatur und einer pneumatischen Pedallade für Subbaß 16 in die rechte Gehäuseseite. Eingebaut wurde sie vermutlich durch Carl Börger. 1970 stürzte ein Teil der Decke auf die Orgel und beschädigte sie stark. 2003 erfolgte die Restaurierung durch die Orgelbaufirma Christian Scheffler aus Sieversdorf.

#### Ausstattung

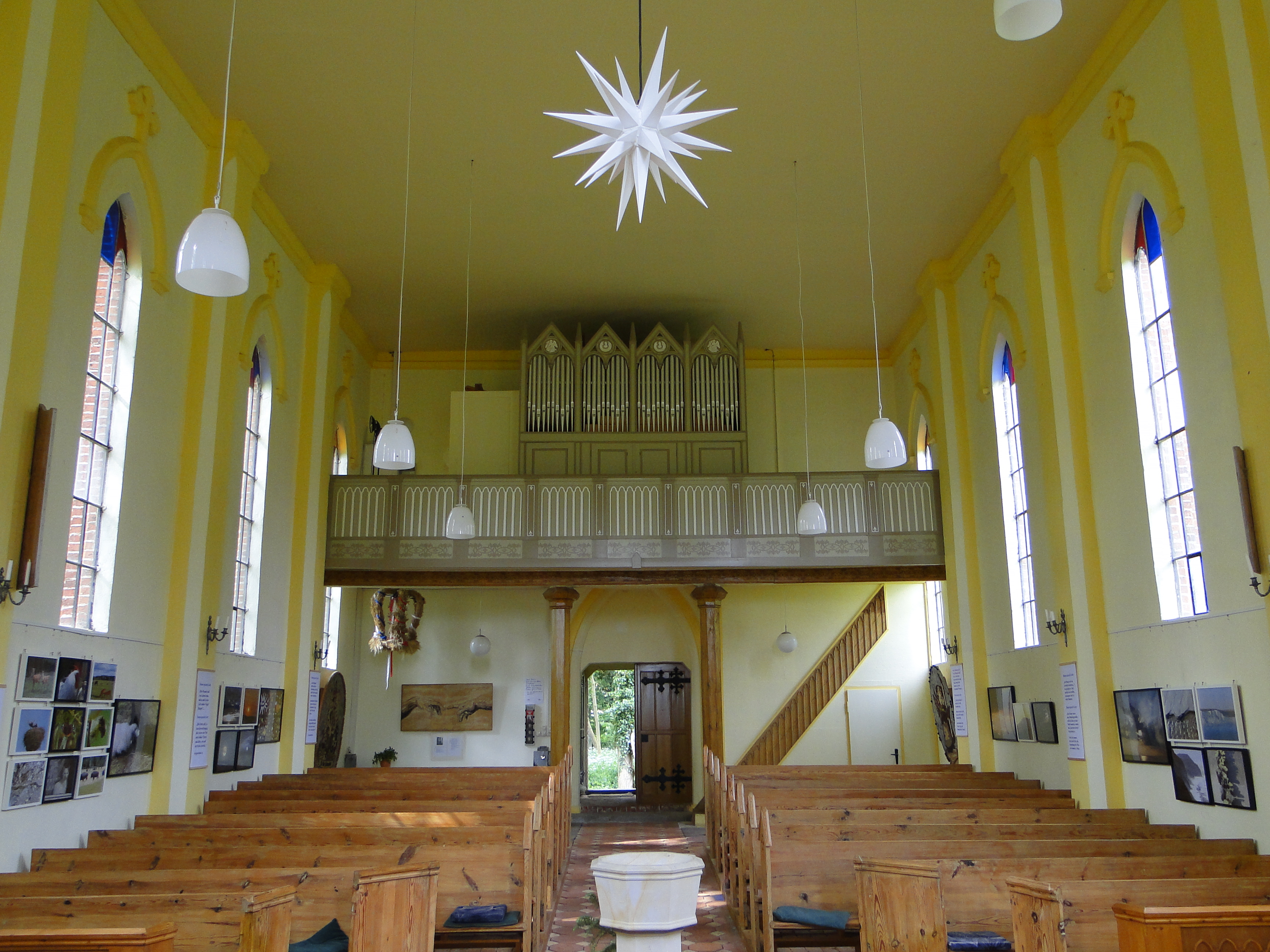
Inneneinrichtung (2014)

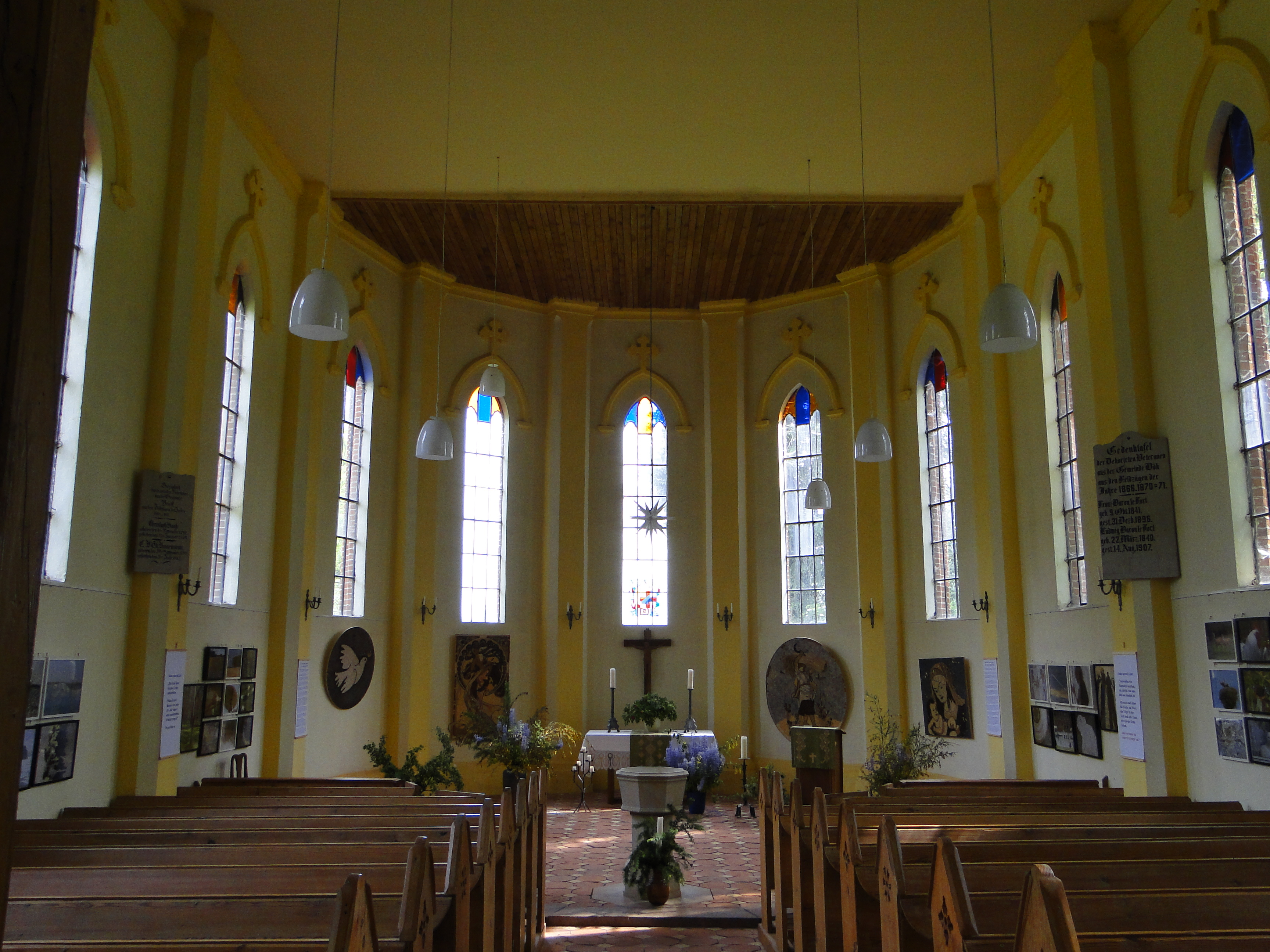
Chor (2014)

Nach dem am 9. und 10. Mai 1852 durch den Pastor C. Lemcke und dem Superintendant W. Schmidt aufgenommenen Inventarium über die Vasa Sacra, Kirchen- und Pfarrschriften zu Boek waren 1852 nachfolgende Kleinkunstwerke in der Kirche vorhanden:
- ein silberner Abendmahlskelch von 1844 mit Patene, ein Geschenk von Carl Peter von Le Fort
- ein stark versilberter (glattirter) Kelch nebst Patene, innwandig vergoldet, gefertigt 1847 durch Hossauer in Berlin
- eine ebensolche Weinkanne von antiker Form, gefertigt 1847 durch Hossauer in Berlin
- zwei weiße Altar-Kelch-Tücher mit goldenen Fransen und goldgestickten Inschriften. Geschenk von den Konventualinnen des Klosters Dobbertin
- zwei große versilberte (glattirte) neue Altarleuchter, gefertigt 1847 durch Hossauer in Berlin. Geschenk von Carl Peter von Le Fort
- ein einfaches gusseisernes Altarkreuz mit Kruzifix, ein Geschenk von Baronin von Le Fort
- Altardecken und Kanzeldecken nebst Pultdecke von schwarzem Tuch mit vergoldeten Borten und Klüppelfransen
- ein Lesepult und ein Klingelbeutel
- eine alte revidierte Kirchenordnung
- eine Altarbibel mit silberbeschlagenem Einband, ein Geschenk der Kloster-Conventualinnen zu Dobbertin bei der Einweihung der Kirche 1847
- das Boeker Kirchenbuch vom April 1793 bis jetzt (1852), es muss ein neues Kirchenbuch angelegt werden
- Gesangsbücher, Bibel und Epistelbuch, Geschenke von Baronin von Le Fort.

Das Kirchengestühl soll aus der Dobbertiner Kirche stammen, dass dort mit Beginn der inneren Restaurierung 1853 entfernt wurde. Klosterhauptmann war dort Carl Peter Baron von Le Fort auf Bock.
Neben Kirchenrechnungen aus neuester Zeit und dem Kontrakt zwischen dem Pastor Lemcke und dem Patronate von Boek waren keine weiteren Akten und Schriften vorhanden.
Bemerkenswert sind die Erntedankbilder, die in jedem Jahr von Gemeindemitgliedern aus Samen und Körnern neu angefertigt werden.

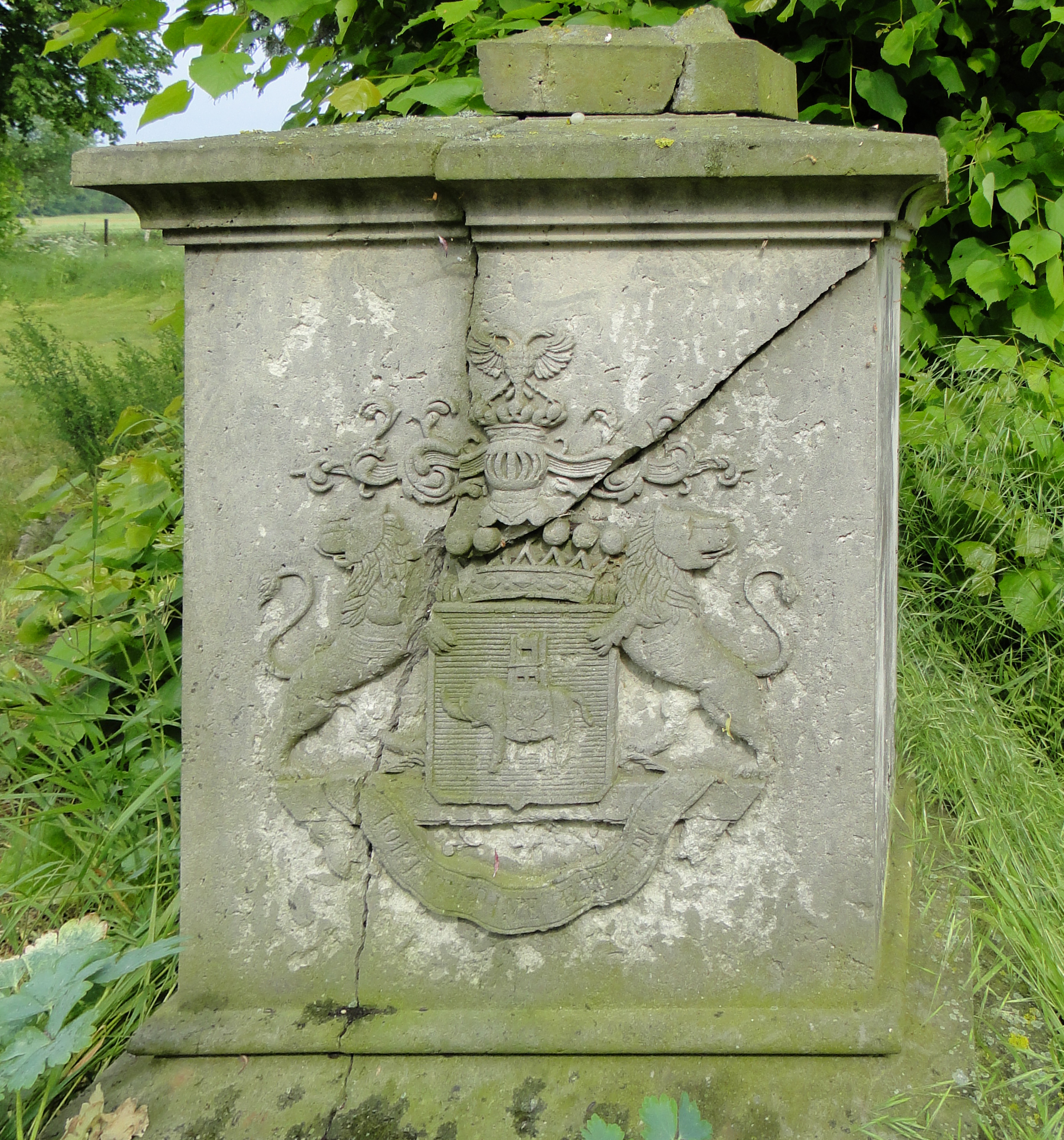
Familiengrabstätte Le Fort auf dem Friedhof in Boek (2014)

### Friedhof
Der heutige Friedhof wurde 1845 angelegt. Die Familiengrabstätte des Kirchenpatrons Landrat Carl Peter Johann Reichsfreiherr von Le Fort, seiner Frau Henriette Marie Baronin von Le Fort, geborene Split(t)gerber, und der beiden unverheirateten Söhne David Johann Peter Reichsfreiherr von Le Fort (* 1838) und Ludwig Friedrich Peter Reichsfreiherr von Le Fort (* 1840) befindet sich heute noch auf dem Friedhof zu Boek.

## Pastoren
Namen und Jahreszahlen bezeichnen die nachweisbare Erwähnung als Pastor.
- 1844 erwähnt Christian Friedrich Christoph Hast aus Rechlin.
- 1852 erwähnt C. Lemcke aus Rechlin.
- 1994–2015 Arnim Schmersow  aus Rechlin.
- 2015–2016 Melanie Ludwig.
- 2016 aktuell Verena Häggberg aus Rechlin.

## Kirchengemeinde
In der Evangelisch-Lutherischen Kirchengemeinde Rechlin liegen die Orte Boek (mit St.-Johannis-Kirche), Kotzow, Rechlin (mit Kirche), Vietzen (mit Kirche) und Retzow. Die KG Rechlin ist heute mit der KG Vipperow (mit Kirche) verbunden.

### Gedruckte Quellen
- Mecklenburgisches Urkundenbuch (MUB)
- Mecklenburgische Jahrbücher (MJB)

### Ungedruckte Quellen
Landeshauptarchiv Schwerin (LHAS)
- LHAS 1.5-4/3 Urkunden Kloster Dobbertin.
- LHAS 3.2-3/1 Landeskloster/Klosteramt Dobbertin.
- LHAS 3.2-4 Ritterschaftliche Brandversicherung.
- LHAS 10.9-L/6 Nachlass Lisch Nr. 29.

Landeskirchliches Archiv Schwerin (LKAS)
- LKAS, OKR Schwerin, Specialia, Abt. 1. Nr. 7 Boek, Neubau der Orgel, 1845–1897.
- LKAS, OKR Schwerin, Specialia, Abt. 1. Nr. 9 Boek, Kirchhof, abgerissene Kirche, neue Kirche 1845 durch den Gutsherren, 1806–1962.
- LKAS, OKR Schwerin, Pfarrarchiv Lärz mit Boek, Bauten und Inventar, 1873–1951.
- LKAS, OKR Schwerin, Pfarrarchiv Lärz mit Boek, Geschichtliche Mitteilungen an den Baron von Le Fort über den Neubau der Kirchen, 1765 und 1837.
- LKAS, OKR Schwerin, Pfarrarchiv Lärz mit Boek, Pfarrchronik, -archiv, -registratur, 1541–1951.

## Gedenkstein

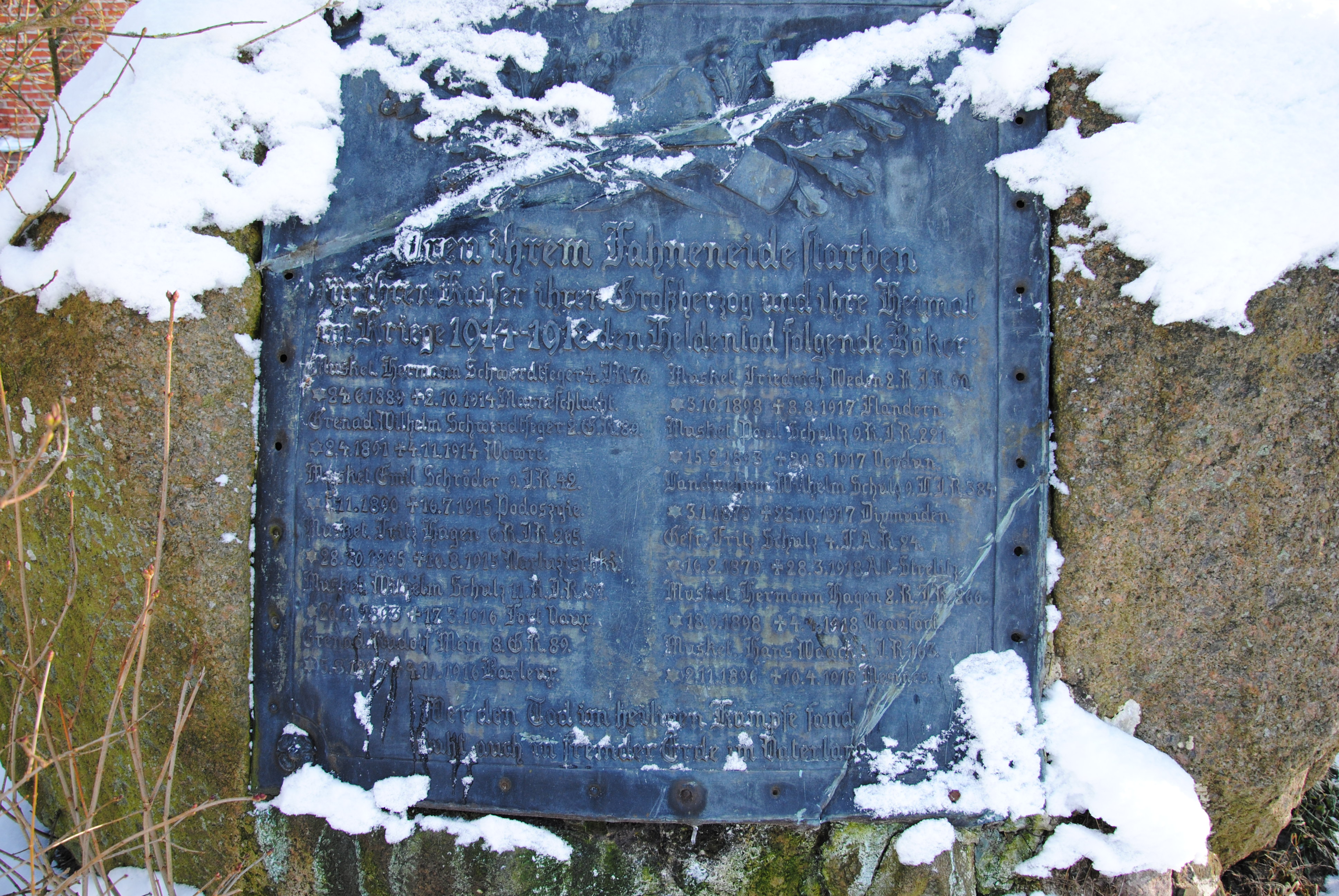
Gedenkstein

An einem Findling auf der Nordostseite der Kirche ehrt eine Gedenktafel die im Ersten Weltkrieg gefallenen Soldaten aus Boek.